# پرنسس دادستان
پرنسس دادستان (کره‌ای: 검사 프린세스; لاتین‌نویسی اصلاح‌شده: Geomsa Peurinseseu) یک مجموعهٔ تلویزیونی کره جنوبی سال ۲۰۱۰ با بازی کیم سو یون، پارک شی هو و هان جونگ-سو است. این مجموعه از ۳۱ مارس تا ۲۰ مه ۲۰۱۰، روزهای چهارشنبه و پنجشنبه ساعت ۲۱:۵۵ (کی‌اس‌تی) از اس‌بی‌اس برای ۱۶ قسمت پخش شد.

## پخش بین‌المللی
پرنسس دادستان در ژاپن از ۱۸ اکتبر ۲۰۱۰ در شبکه کابلی کی‌ان‌تی‌وی و سپس در شبکه زمینی فوجی تی‌وی پخش شد.